# Зетська бановина
Зетська бановина (сербохорв. Зетска бановина/Zetska banovina) — провінція (бановина) в Королівстві Югославія, що існувала з 1929 по 1941.

## Географія
Зетська бановина розташовувалася в південній частині королівства. На півдні вона межувала з Адріатичним морем, Албанією і Вардарською бановиною, на сході з Моравською бановиною, на півночі з Дринською бановиною, на заході з Приморською бановиною. Адміністративним центром бановини було Цетинє. Названа бановина була по річці Зета, яка також дала назву середньовічній чорногорській державі Зета.

## Історія
У 1939 році терени бановини, населені хорватами від Которської затоки до Пелєшаца з містом Дубровник (включаючи історичну область Чорногорська літораль) увійшли до складу бановини Хорватія.
У 1941 р. територія бановини була розділена між окупованими італійцями Чорногорією та Албанією, частина території з містом Котор увійшла до складу Італії, східна частина бановини увійшла до складу окупованої німцями Сербії, західна частина до складу Незалежної Держави Хорватії. У 1945 територія бановини опинилася у складі СФРЮ, поділена між Чорногорією, Хорватією, Боснією і Герцеговиною та Сербією, включаючи Автономний край Косово і Метохія в складі Сербії.